# Grammer
Grammer AG est un équipementier automobile allemand, organisé au milieu des années 1950, concevant et produisant des sièges pour tous types de véhicules: poids lourds, trains, voitures, travaux publics, manutention, matériel agricole et bateaux.
Le groupe, basé à Amberg (Bavière), dégageait à la fin des années 2000 plus de 700 millions d'euros de chiffre d'affaires pour un effectif dépassant 7 000 salariés, répartis à travers une vingtaine de pays.
La présence est mondiale, puisque outre l'Europe, le manufacturier est présent en Argentine, Brésil, Mexique, Chine, Japon et États-Unis.
Une filiale spécialisée dans le photovoltaïque domestique et professionnel, Grammer Solar, s'est formée par détachement.